# 高雄台
高雄台（たかおだい）は、兵庫県神戸市西区の大字。郵便番号は651-2201。

## 地理
押部谷地域の丘陵地帯に位置する。北から東にかけて北山台と、南で押部谷町西盛と、西で神出町五百蔵と、北西で三木市志染町広野と接する。主に住宅地として利用される。

## 歴史

### 地名の由来
名称は雄崗山の「雄」から採られた。

### 沿革
- 1982年8月 - 押部谷町西盛から分離する。

### 字域の変遷
| 実施前                       | 実施年    | 実施後           |
| ---------------------------- | --------- | ---------------- |
| 神戸市西区押部谷町西盛の一部 | 1982年8月 | 神戸市西区高雄台 |

## 世帯数と人口
2021年（令和3年）12月31日現在の世帯数と人口は以下の通りである。
| 町丁   | 世帯数  | 人口  |
| ------ | ------- | ----- |
| 高雄台 | 465世帯 | 893人 |

## 小・中学校の学区
市立小・中学校に通う場合、学区は以下の通りとなる。
| 大字   | 番地 | 小学校             | 中学校               |
| ------ | ---- | ------------------ | -------------------- |
| 高雄台 | 全域 | 神戸市立北山小学校 | 神戸市立押部谷中学校 |

## 交通

### 鉄道
地内には鉄道は通っていない。

### バス
- 神姫バス
  - 恵比須快速線 - 停留所は設置されていない。

### 道路
- 兵庫県道22号神戸三木線

## 施設
- 千寿ケ丘自治会館
- 県営神戸緑ケ丘住宅
- 緑ヶ丘公園